# هاغاتنيا

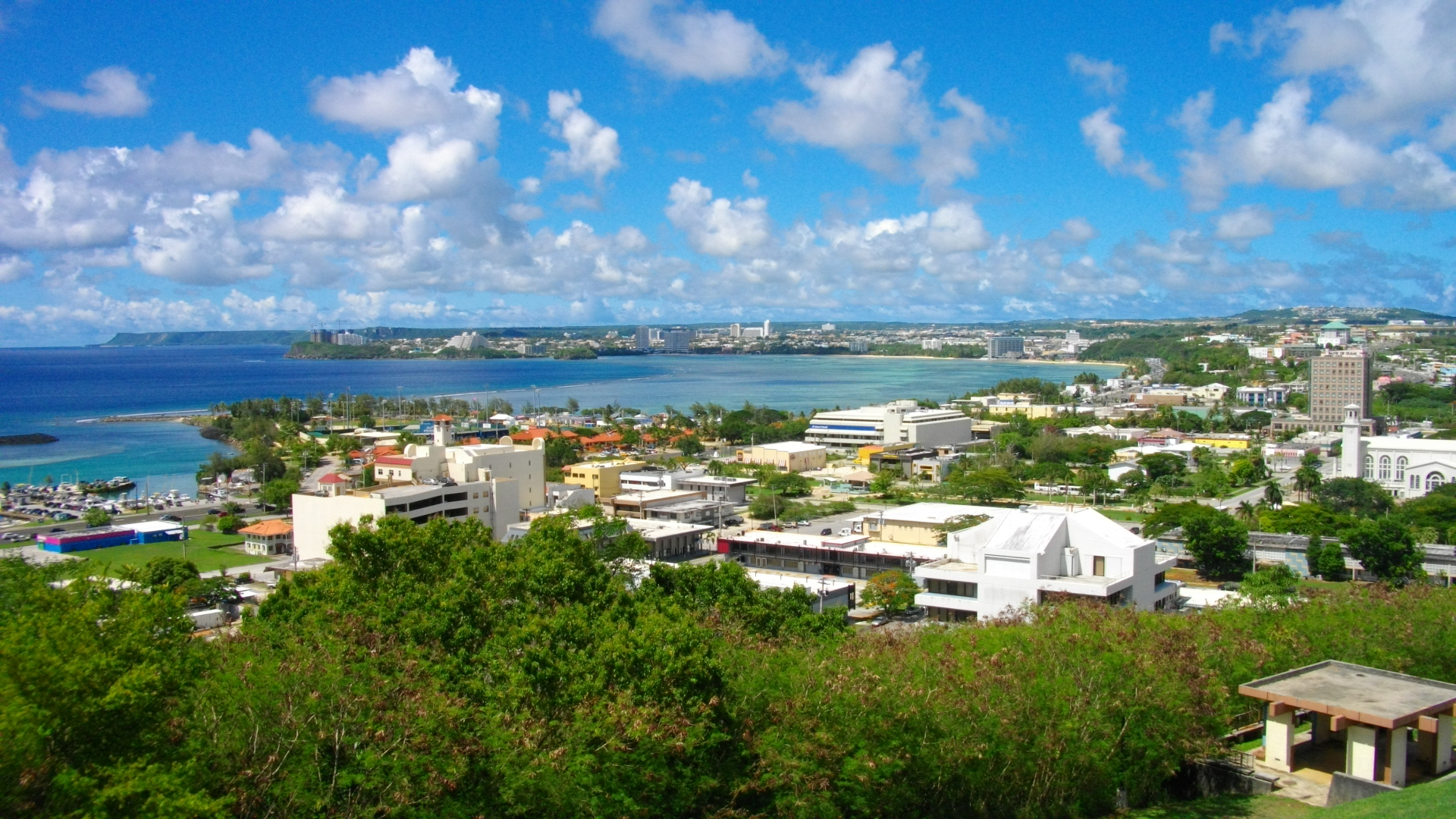

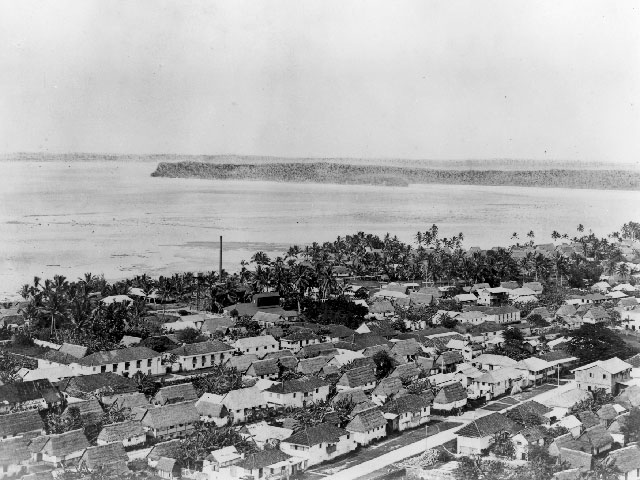
صورة لهاغاتنيا التقطت قبل الحرب العالمية الثانية

هاغاتنيا (بالإنجليزية: Hagåtña)‏ هي عاصمة غوام التابعة للولايات المتحدة الأمريكية. وهي ثاني أصغر قرية في الجزيرة من حيث المساحة وعدد السكان البالغ 1,100 حسب إحصاء سنة 2000.

## المناخ
يظهر الجدول التالي التغييرات المناخية على مدار السنة لهاغاتنيا:
| البيانات المناخية لـهاغاتنيا                        | البيانات المناخية لـهاغاتنيا | البيانات المناخية لـهاغاتنيا | البيانات المناخية لـهاغاتنيا | البيانات المناخية لـهاغاتنيا | البيانات المناخية لـهاغاتنيا | البيانات المناخية لـهاغاتنيا | البيانات المناخية لـهاغاتنيا | البيانات المناخية لـهاغاتنيا | البيانات المناخية لـهاغاتنيا | البيانات المناخية لـهاغاتنيا | البيانات المناخية لـهاغاتنيا | البيانات المناخية لـهاغاتنيا | البيانات المناخية لـهاغاتنيا |
| الشهر                                               | يناير                        | فبراير                       | مارس                         | أبريل                        | مايو                         | يونيو                        | يوليو                        | أغسطس                        | سبتمبر                       | أكتوبر                       | نوفمبر                       | ديسمبر                       | المعدل السنوي                |
| --------------------------------------------------- | ---------------------------- | ---------------------------- | ---------------------------- | ---------------------------- | ---------------------------- | ---------------------------- | ---------------------------- | ---------------------------- | ---------------------------- | ---------------------------- | ---------------------------- | ---------------------------- | ---------------------------- |
| الدرجة القصوى °م (°ف)                               | 34.4 (93.9)                  | 33.9 (93.0)                  | 33.9 (93.0)                  | 35.6 (96.1)                  | 34.4 (93.9)                  | 35.0 (95.0)                  | 35.0 (95.0)                  | 34.4 (93.9)                  | 33.9 (93.0)                  | 35.0 (95.0)                  | 33.3 (91.9)                  | 32.8 (91.0)                  | 35.6 (96.1)                  |
| متوسط درجة الحرارة الكبرى °م (°ف)                   | 29.4 (84.9)                  | 29.4 (84.9)                  | 29.9 (85.8)                  | 30.7 (87.3)                  | 31.1 (88.0)                  | 31.1 (88.0)                  | 30.6 (87.1)                  | 30.3 (86.5)                  | 30.4 (86.7)                  | 30.4 (86.7)                  | 30.3 (86.5)                  | 29.8 (85.6)                  | 30.3 (86.5)                  |
| المتوسط اليومي °م (°ف)                              | 26.8 (80.2)                  | 26.6 (79.9)                  | 27.1 (80.8)                  | 27.7 (81.9)                  | 28.1 (82.6)                  | 28.1 (82.6)                  | 27.7 (81.9)                  | 27.4 (81.3)                  | 27.4 (81.3)                  | 27.6 (81.7)                  | 27.7 (81.9)                  | 27.3 (81.1)                  | 27.5 (81.4)                  |
| متوسط درجة الحرارة الصغرى °م (°ف)                   | 24.2 (75.6)                  | 23.9 (75.0)                  | 24.2 (75.6)                  | 24.7 (76.5)                  | 25.1 (77.2)                  | 25.2 (77.4)                  | 24.8 (76.6)                  | 24.6 (76.3)                  | 24.6 (76.3)                  | 24.7 (76.5)                  | 25.1 (77.2)                  | 24.9 (76.8)                  | 24.7 (76.4)                  |
| أدنى درجة حرارة °م (°ف)                             | 18.9 (66.0)                  | 18.3 (64.9)                  | 18.9 (66.0)                  | 20.0 (68.0)                  | 21.1 (70.0)                  | 21.1 (70.0)                  | 21.1 (70.0)                  | 21.1 (70.0)                  | 21.1 (70.0)                  | 19.4 (66.9)                  | 20.0 (68.0)                  | 20.0 (68.0)                  | 18.3 (64.9)                  |
| الهطول مم (إنش)                                     | 126 (5.0)                    | 115 (4.5)                    | 70 (2.8)                     | 91 (3.6)                     | 109 (4.3)                    | 180 (7.1)                    | 308 (12.1)                   | 436 (17.2)                   | 360 (14.2)                   | 300 (11.8)                   | 233 (9.2)                    | 152 (6.0)                    | 2٬480 (97.8)                 |
| متوسط الأيام الممطرة                                | 20.7                         | 19.1                         | 18.1                         | 18.7                         | 20.2                         | 21.7                         | 25.5                         | 26.5                         | 24.8                         | 25.2                         | 23.5                         | 23.0                         | 267                          |
| متوسط الرطوبة النسبية (%)                           | 77.6                         | 76.3                         | 74.8                         | 75.7                         | 76.9                         | 77.4                         | 80.6                         | 83.2                         | 84.2                         | 82.8                         | 81.1                         | 79.2                         | 79.2                         |
| المصدر: pogodaiklimat.ru and Weatherbase (humidity) |                              |                              |                              |                              |                              |                              |                              |                              |                              |                              |                              |                              |                              |

## توأمة
لهاغاتنيا اتفاقيات توأمة مع كل من:
- غوادالاخارا
- ريغا

## أعلام
- جوزيف فلوريس
- جايسون كانليف
- مانويل فلوريس ليون غيريرو
- راندولف روكي كالفو
- باول مكدونالد كالفو

## وصلات خارجية
- مدينة هاغاتنا - حكومة غوام